# Черепаха географічна
Черепаха географічна (Graptemys geographica) — вид черепах з роду Горбата черепаха родини Прісноводні черепахи. Інша назва «північна мапова черепаха».

## Опис
Загальна довжина досягає 27 см. Спостерігається статевий диморфізм: самиці удвічі більші за самців. Голова широка, щелепи сплощені. Жувальні м'язи цієї черепахи дуже потужні. Має дахоподібний карапакс. Кіль із гребенем помірного розміру. На задні лапах у перетинки.
Забарвлення складається із сітчастого світлого малюнка на темно—оливковому тлі спини. Малюнок цей має деяку схожість з географічною мапою, за що черепаха і отримала свою назву.

## Спосіб життя
Полюбляє глибокі озера і річкові затоки. Активна вдень. Харчується різними дрібними тваринами, рибою, молюсками.
Самиця відкладає від 6 до 20 яєць. Інкубаційний період триває від 50 до 70 діб.

## Розповсюдження
Мешкає у Канаді: Квебек, Онтаріо, штатах США: Луїзіана, Міссісіпі, Нью-Джерсі, Північна Кароліна, Вермонт, Нью-Йорк, Пенсільванія, Огайо, Західна Вірджинія, Вірджинія, Теннессі, Джорджія, Алабама, Кентуккі, Індіана, Іллінойс, Мічиган, Міннесота, Айова, Міссурі, Канзас, Оклахома, Арканзас, Вісконсин, Меріленд, Делавер.